# Марево (фильм)
«Марево» — российский четырёхсерийный телевизионный художественный фильм. Фантазии на темы произведений Николая Васильевича Гоголя.
Фильм снят по заказу Правительства Москвы, комитета по телекоммуникациям и средствам массовой информации города Москвы кинокомпанией «Шар» на производственной базе «Киноконцерна Мосфильм». Премьера фильма в России с 2011 года.

## Сюжет
Юный Никоша Гоголь приезжает на летние каникулы в своё родовое имение Васильевку. Его встречают обожаемая маменька и сестра. Они все стараются угодить Никоше, угостить чем-нибудь вкусненьким. На прогулке в городе они встречают своих соседей — Афанасия Ивановича Товстогуба и его жену Пульхерию Ивановну, двух старичков, нежно любящих и трогательно заботящихся друг о друге, и Ивана Ивановича с Иваном Никифоровичем — двух задушевных друзей, чьим отношениям вскоре грозит нешуточное испытание. А Гоголю скучно в тесном мелкопоместном мирке, он мечтает совсем о других людях и отношениях.
Юноша заболевает и в горячечном бреду к нему приходят герои его будущих произведений — и Городничий, и Иван Иванович с Иваном Никифоровичем, и заседатели, и Пульхерия Ивановна с Афанасием Ивановичем, и Башмачкин…

## В ролях
- Юрий Стоянов — Иван Никифорович Довгочхун
- Фёдор Добронравов — Иван Иванович Перерепенко
- Алиса Фрейндлих — Пульхерия Ивановна Товстогубиха
- Олег Басилашвили — Афанасий Иванович Товстогуб
- Александр Поламишев — Никоша Гоголь
- Алёна Бабенко — Мария Ивановна, мать Никоши
- Татьяна Науменко — Маша, сестра Никоши
- Юлия Ковалёва — Гапка, прислуга Ивана Ивановича
- Игорь Кашинцев — Демьян Демьянович, судья
- Ёла Санько — Горпына, прислуга Ивана Никифоровича
- Виктор Сухоруков — Акакий Акакиевич Башмачкин
- Евгений Косырев — Антон Прокопыч Голопуз
- Наталья Тетенова — Явдоха
- Иван Агапов — Ничипор, приказчик
- Михаил Федоровский — Колька
- Юрий Беляев — городничий

### В эпизодах
- Юрий Горин
- Дмитрий Журавлёв
- А. Фёдорова
- Сергей Удовик
- Пётр Савченко
- Евгений Филичкин — сын Ивана Ивановича
- Степан Девонин
- Дмитрий Ендальцев
- Мария Дьякова
- Олег Лопухов
- Александр Терехов
- Дмитрий Чернов

## Съёмочная группа
- Автор сценария: Андрей Максимов (при участии Константина Худякова)
- Режиссёр-постановщик: Константин Худяков
- Оператор-постановщик: Дильшат Фатхулин
- Художник-постановщик: Владимир Донсков
- Композитор: Роман Дормидошин (в фильме использована музыка Алексея Шелыгина)
- Звукорежиссёр: Виктор Бессонов
- Режиссёр монтажа: Алексей Макешин
- Художник по костюмам: Ирина Иванова
- Художник по гриму: Эльвира Емельянова
- Продюсер: Ирина Плиско